# Crkva Majke Božje Jeruzalemske u Krapini
Crkva Majke Božje Jeruzalemske  je rimokatolička crkva u mjestu Trški Vrh, gradu Krapina zaštićeno kulturno dobro.

## Opis dobra
Crkva Majke Božje Jeruzalemske s reprezentativnim cinktorom smještena je na brijegu Trški Vrh nad Krapinom. Sagrađena je u razdoblju od 1750.-1752. prema projektu Josipa Javornika. Pripada tipu četverolisnih crkava koje potječu od čeških graditelja Dientzenhofera. Unutarnja organizacija očituje se u jednom prostranom traveju, dubokom svetištu, plitkom prostoru bočnih kapela i uskom pjevalištu. Konveksno-konkavno pročelje vertikalno je raščlanjeno pilastrima, a horizontalno vijencima. Crkva je remek-djelo barokne arhitekture opremljena bogatim baroknim oltarima i oslikana visokovrijednim freskama A. J. Lerchingera i kao takva čini svojevrstan „Gesamtkunstwerk“ barokne umjetnosti u Hrvatskoj.

## Zaštita
Pod oznakom Z-2240 zavedena je kao nepokretno kulturno dobro - pojedinačno, pravnog statusa zaštićena kulturnog dobra, klasificirano kao "sakralna graditeljska baština".